# Avicennia bicolor
Avicennia bicolor es una especie de manglar de la familia Acanthaceae.  Se encuentra en las costas del océano Pacífico oriental, desde el sur de México hasta Panamá.

## Descripción
Son árboles que alcanzan un tamaño de 5–13 m de alto. Hojas ovadas, ovado-oblongas, de 8–11 cm de largo y 4.5–8 cm de ancho, ápice redondeado-obtuso, base obtusa o redondeada y luego abrupta y cortamente decurrente. Inflorescencia en forma de panícula de espigas 2–3-compuestas, de 10 cm de largo y 10–20 cm de ancho, flores casi siempre en pares bien separados en el raquis, bráctea floral oblonga, 3 mm de largo, bractéolas suborbiculares 2–2.5 mm de diámetro; cáliz 3.5–4 mm de largo; corola 5.5–7 mm de largo; estambres con anteras a la altura de la boca del tubo, filamentos 1–2 mm de largo, los 2 estambres internos con filamentos gibosos y arqueados, pareciendo más cortos que los 2 exteriores. Fruto elíptico, no oblicuo o apiculado, 1.5 cm de largo y 1 cm de ancho, escasamente seríceo.

## Taxonomía
Avicennia bicolor fue descrita por Paul Carpenter Standley y publicado en Journal of the Washington Academy of Sciences 13(15): 354. 1923.
Etimología
Avicennia: nombre genérico otorgado en honor del científico y filósofo persa Avicena.
bicolor: epíteto latíno que significa "con dos colores".